# Brooke Elliott
Brooke Elliott (n. Fridley, Minnesota, Estados Unidos; 16 de noviembre de 1974) es una actriz estadounidense.

## Premios
- 2009 Premios Satellite - Mejor actriz de serie de comedia o musical - Candidata y 2010 Gracie Award for Female Rising Star in a Comedy Series

## Biografía
Elliott nació en Fridley, Minnesota, hija de Robert, un administrador municipal, y Catherina Elliott, el 16 de noviembre de 1974. Elliott tiene dos hermanos: Jamie Alexander y Adam Elliott. Sus padres han dicho que comenzó a cantar cuando  tenía tres años, y de hecho existe un video de ella cantando You Light Up My Life. Su familia se mudó en reiteradas ocasiones, primero a Blaine, Minnesota, y luego a Misuri, Oklahoma e Illinois. Finalmente la familia se mudó a Riverview, Michigan, cuando Elliott aún asistía a la escuela. Se graduó del Instituto de Católico de Gabriel Richard en 1993; ella apareció en producciones de instituto mientras allí, entre ellas Ricardo III y Joseph and the Amazing Technicolor Dreamcoat. Elliott continuó sus estudios en la Western Michigan University, terminó la carrera y se graduó con un postgrado de Bellas Artes en Performances de Teatro Musical en 1998. Elliott trabajó como camarera y también tuvo un trabajo temporal, incluyendo un restaurante de los años '50 donde ella tenía que bailar sobre las mesas cada hora.

## Filmografía

### Pelìculas
- What Women Want, de Nancy Meyers (2000)

### Televisión
- Law & Order: Trial by Jury - serie de televisión, episodio 1x03 (2005)
- Drop Dead Diva - serie de televisión, 78 episodios (2009-2014)
- Dolly Parton's Heartstrings - serie de televisión, 3 episodios (2019)
- Sweet Magnolias - serie de televisión, 10 episodios (2020)